# Tasikulooq
Il Tasikulooq è un lago della Groenlandia. Si trova presso il Mare del Labrador, a 180 m sul mare, a 60°48'N 45°21'O; appartiene al comune di Kujalleq.